# Certiorari
Certiorari (často zkracován jen na „cert“) je soudní proces, jehož cílem je soudní přezkum rozhodnutí nižšího soudu nebo správního úřadu. Certiorari pochází z názvu anglického privilegovaného soudního příkazu (writ) vydaného vyšším soudem, který jím nařizuje, aby byl spis soudu nižšího stupně zaslán tomuto vyššímu soudu k přezkoumání. Jde o latinský termín pro „být si jistý“ a pochází z úvodu těchto soudních příkazů, která tradičně začínala latinskými slovy „Certiorari volumus…“ („Přejeme si být jisti…“).
Certiorari zdědily jako součást anglického zvykového práva (common law) země patřící do Commonwealthu a také Spojené státy americké. Následně se proměnil v právním systému každé této země, podle toho, jak jsou v něm přijímána soudní rozhodnutí a dochází ke změně zákonů. V moderním právu je nicméně tento příkaz stále uznáván v mnoha jurisdikcích, včetně Anglie a Walesu (zde nazývaný quashing order), Kanady, Indie, Irska, Filipín nebo USA. S rozšířením správního práva v 19. a 20. století navíc získal soudní příkaz certiorari v mnoha zemích širší uplatnění, používá se při přezkumu rozhodnutí nejen soudů nižších stupňů, ale i správních orgánů.